# Bandinello Sauli
Bandinello (Bendinello o Bendinelli) Sauli (Génova, c. 1484 - Monterotondo, 29 de marzo de 1518) fue un eclesiástico italiano.

## Vida
Hijo primogénito del comerciante y banquero genovés Pasquale di Bendinelli y de Mariola Giustiniani Longhi di Giacomo, estaba inicialmente destinado a dirigir los negocios familiares, pero el ascenso al papado de Julio II, con quien la familia tenía buenas relaciones, y una enfermedad que afectó a su movilidad encaminaron sus pasos hacia la carrera eclesiástica.
Abreviador y protonotario apostólico en 1503, obispo de Malta en 1506, de Gerace desde 1509, abad comendatario de varios monasterios y posesor de diversos beneficios eclesiásticos, Julio II le nombró cardenal en el consistorio de 10 de marzo de 1511; tomó el título de Sant'Adriano al Foro, que posteriormente cambió por los de Santa Sabina y Santa María in Trastévere. En 1513 fue nombrado administrador de la diócesis de Albenga y participó en el cónclave en que fue elegido papa León X.
En 1517 estuvo involucrado junto con los cardenales Riario, Soderini y Castellesi en el complot liderado por Alfonso Petrucci para envenenar al papa valiéndose para ello del cirujano Giovanni Battista da Vercelli que debía tratarle de su fístula.  Descubierta la conjura, Sauli fue destituido de sus cargos eclesiásticos y encarcelado en el Castillo Sant'Angelo. Petrucci fue estrangulado; Sauli fue condenado a prisión perpetua, aunque un mes después fue liberado y repuesto en el cardenalato.
Muerto el año siguiente entre sospechas de envenenamiento, fue sepultado en la Basílica de Santa Sabina.